# Evert Bleuming
Evert Bleuming (Dalen, 30 september 1959) is een voormalig Nederlandse voetballer. Bleuming was aanvaller en speelde op de rechtsbuitenpositie. Hij kwam achtereenvolgens uit voor FC Twente, Go Ahead Eagles en SC Heracles. Hij stond bekend als een snelle voetballer die briljante acties afwisselde met onnodige missers. 
De bijnaam van Bleuming tijdens zijn voetballoopbaan was "Kammetje", vanwege zijn karakteristieke, strak naar achter gekamde kapsel.

## Loopbaan
Bleuming, een boerenzoon die opgroeide in het Drentse Dalen, maakte als zestienjarige zijn debuut in het eerste elftal van Dalen. Via manager Ton van Dalen werd hij tijdens het seizoen 1978/79 aangetrokken door FC Twente, dat hem toevoegde aan de selectie van het tweede elftal. Met ingang van seizoen 1979/80 behoorde hij tot de eerste selectie en op 4 november 1979 maakte hij zijn debuut in de Eredivisie in een thuiswedstrijd tegen Go Ahead Eagles. Bleuming viel in voor Jaap Bos.
Door hevige concurrentie in de Twentse voorhoede had Bleuming in zijn eerste seizoenen bij FC Twente geen vaste basisplaats. Hij speelde echter regelmatig en schopte het in 1980 tot Jong Oranje en later het Olympisch voetbalelftal. In seizoen 1980/81 kwam Bleuming met FC Twente uit in de UEFA Cup en speelde als invaller in beide wedstrijden tegen Dynamo Dresden. In 1983 degradeerde hij met FC Twente naar de Eerste divisie. Hij was inmiddels een vaste keus en scoorde in seizoen 1983/84 tien doelpunten in de competitie en vier doelpunten in de beker. In april 1984 raakte hij echter geblesseerd aan zijn kruisbanden, waardoor hij het slot van de competitie en de promotie naar de Eredivisie miste.
Terug op het hoogste niveau speelde Bleuming nog ruim drie seizoenen voor FC Twente. Mede door blessures raakte hij in seizoen 1987/88 onder trainer Theo Vonk op een zijspoor, waarna hij in de winterstop op huurbasis naar Go Ahead Eagles vertrok. Omdat het deze ploeg aan middelen ontbrak om Bleuming definitief over te nemen, tekende hij in de zomer een contract bij SC Heracles '74. Met Bleuming werd SC Heracles '74 in seizoen 1989/90 tweede in de Eerste divisie. Aanhoudende blessures was echter voor hem de reden om in de zomer van 1990 zijn profloopbaan te beëindigen.
Bleuming meldde zich vervolgens aan bij amateurvereniging RKVV STEVO uit Geesteren, waarvoor hij naast speler ook als assistent-trainer naast zijn oud-ploeggenoot Epi Drost aan de slag ging. In 1994 werd hij met STEVO landelijk kampioen bij de zondagamateurs. Na het plotselinge overlijden van Drost in 1995 werd Bleuming aangesteld als hoofdtrainer. In 1998 maakte hij de overstap naar AGOVV uit Apeldoorn, waar hij in 1999 na een paar teleurstellende uitslagen ontslagen werd. In 2001 trad Bleuming in dienst van FC Twente, aanvankelijk als jeugdtrainer en later achtereenvolgens als assistent-trainer van het eerste en trainer van de beloften. Met het laatste team werd hij in seizoen 2007/08 landelijk kampioen. In mei 2002 slaagde Bleuming voor de cursus Coach Betaald Voetbal.
Sinds 2008 is Bleuming hoofd profscouting en maakt hij wedstrijdanalyses.

## Statistieken
| Seizoen | Team            | Competitie     | Wedstrijden | Doelpunten |
| ------- | --------------- | -------------- | ----------- | ---------- |
| 1979/80 | FC Twente '65   | Eredivisie     | 18          | 3          |
| 1980/81 | FC Twente       | Eredivisie     | 15          | 1          |
| 1981/82 | FC Twente       | Eredivisie     | 18          | 2          |
| 1982/83 | FC Twente       | Eredivisie     | 24          | 4          |
| 1983/84 | FC Twente       | Eerste divisie | 26          | 10         |
| 1984/85 | FC Twente       | Eredivisie     | 29          | 2          |
| 1985/86 | FC Twente       | Eredivisie     | 20          | 3          |
| 1986/87 | FC Twente       | Eredivisie     | 21          | 1          |
| 1987/88 | FC Twente       | Eredivisie     | 8           | 0          |
| 1987/88 | Go Ahead Eagles | Eerste divisie | 19          | 7          |
| 1988/89 | SC Heracles '74 | Eerste divisie | 21          | 1          |
| 1989/90 | SC Heracles '74 | Eerste divisie | 25          | 4          |

## Trivia
- Carmen Bleuming, sinds 2011 speler van het vrouwenelftal van FC Zwolle, is een dochter van Bleuming.
- Evert Bleuming staat op plaats 21 van de Top 65 van clubiconen van FC Twente.